# Palghar
Palghar è una città dell'India di 52.699 abitanti, situata nel distretto di Thane, nello stato federato del Maharashtra. In base al numero di abitanti la città rientra nella classe II (da 50.000 a 99.999 persone).

## Geografia fisica
La città è situata a 19° 40' 60 N e 72° 45' 0 E e ha un'altitudine di 6 m s.l.m..

## Società

### Evoluzione demografica
Al censimento del 2001 la popolazione di Palghar assommava a 52.699 persone, delle quali 28.639 maschi e 24.060 femmine. I bambini di età inferiore o uguale ai sei anni assommavano a 6.660, dei quali 3.573 maschi e 3.087 femmine. Infine, coloro che erano in grado di saper almeno leggere e scrivere erano 38.244, dei quali 22.205 maschi e 16.039 femmine.